# Emília Miret i Soler

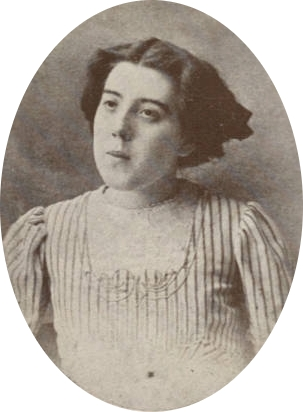
Emília Miret im Jahr 1909

Emília Miret i Soler (* 1892 in Barcelona; † nach dem 8. August 1941) war eine katalanische klassische Pianistin, Musikpädagogin und Komponistin. Sie war eine der klassischen Vertreterinnen der Katalanischen Pianistenschule.

## Leben und Werk
Im Alter von 8 Jahren schrieb sich Emília Miret an der Escola Municipal de Música de Barcelona für die Fächer Klavier bei Joan Baptista Pellicer und Komposition bei Joan Lamote de Grignon ein. 1909 erhielt sie in einem Wettbewerb des Barceloneser Konservatoriums den ersten Preis. Im folgenden Jahr gab sie ihr erstes Konzert im Cercle Artístic von Barcelona. 1911 erhielt sie ein Stipendium der Stadt Barcelona für Vertiefungsstudien im Fach Klavier in Brüssel. Dort absolvierte sie Studien bei Adolphe Wouters, gewann den ersten Preis des Brüsseler Konservatoriums und schloss ihre Ausbildung mit Auszeichnung ab.
Miret gab mehrere Konzerte in Belgien und kehrte 1914 nach Barcelona zurück. Hier gab sie bei verschiedenen Konzertgesellschaften, mit dem Orquestra simfònica de Barcelona und bei der Associació de Música de Cambra (Kammermusikgesellschaft) Konzerte. Seit 1925 gab sie 14-täglich als erste Pianistin überhaupt live übertragene Klavierkonzerte bei Ràdio Barcelona. 1925 gründete sie ihre eigene Akademie, die Acadèmia de Música Miret, in Barcelona. Am 14. Mai 1939 trat sie als Solistin beim letzten öffentlichen Konzert mit der Banda Municipal de Barcelona (Stadtorchester von Barcelona) unter Joan Lamote de Grignon auf, bevor dieser Barcelona aus politischen Gründen verlassen musste.
Miret komponierte mehrere Werke für Gesang und Klavier.
Genaue Geburts- wie auch genaue Sterbedaten von Emília Miret sind nicht bekannt. Die Biografien von Emília Miret nehmen allgemein als Geburtsort Barcelona an. Die Tatsache, dass dort kein tagesgenaues Geburtsdatum zu ermitteln ist, spricht neben weiteren Indikatoren nach Joan Alemany i Moya für eine Herkunft von Emília Miret aus dem 40 Kilometer südlich von Barcelona gelegenen Vilanova i la Geltrú. In den Pressemeldungen des frühen 20. Jahrhunderts erscheint Emília Miret als verheiratete Frau unter dem Namen Emília Miret d'Escudiet. Ihren letzten öffentlichen Konzertauftritt bei Radio Barcelona hatte Emília Miret am 8. August 1941.
Die Stadt Barcelona benannte 2011 zu Ehren von Emília Miret die öffentlichen Gärten zwischen den Carrers Robert Gerhard, Lamote de Grignon und Rosa Leveroni als Jardines de Emília Miret i Soler. 2022 spielte der südkoreanische Pianist Dongkyu Leo Kim zum ersten Mal ein Werk der Komponistin auf CD ein. Es handelt sich dabei um das Klavierstück En el campo, das sie auch in ihrem letzten öffentlichen Konzert 1939 gespielt hat.

## Werke von Emília Miret
- En el campo
- Madrigal de la fuente
- Primícies, colección muy fácil para piano en clave de sol las dos manos
- Vals en la mayor